# Labarrus umbratus
Labarrus umbratus är en skalbaggsart som beskrevs av Rudolph Petrovitz 1961. Labarrus umbratus ingår i släktet Labarrus och familjen Aphodiidae. Inga underarter finns listade i Catalogue of Life.